# Eidolon helvum
Il pipistrello della frutta paglierino (Eidolon helvum  Kerr, 1792) è un pipistrello appartenente alla famiglia degli Pteropodidi, diffuso nell'Africa subsahariana.

## Descrizione

### Dimensioni
Pipistrello di medie dimensioni con lunghezza la lunghezza della testa e del corpo tra 161 e 227 mm, la lunghezza dell'avambraccio tra 105 e 135 mm, la lunghezza della coda tra 4 e 24 mm, la lunghezza del piede tra 24 e 37 mm, la lunghezza delle orecchie tra 22 e 33 mm, un'apertura alare fino a 95 cm e un peso fino a 350 g.

### Aspetto
La pelliccia è corta ed è sparsa sulla testa. Le parti dorsali variano dal giallastro, giallo-brunastro o grigio-giallastro chiaro al grigio-olivastro o brunastro, la testa e la parte dorsale tra le scapole sono più scure, mentre le parti ventrali sono giallo-brunastre chiare lungo i fianchi e marroni chiare al centro. Un collare di lunghi peli rigidi bruno-giallastri chiari o arancioni brillanti è presente sulla gola. Il muso è lungo ed affusolato, le labbra sono sottili e lisce, gli occhi sono grandi. Le orecchie sono grandi, arrotondate, marroni scure e prive di peli. Le ali sono marroni scure, in forte contrasto con il resto del corpo, e sono attaccate sulla schiena molto vicine tra loro, in maniere tale da lasciare soltanto una sottile striscia di peluria sul dorso e posteriormente sul primo dito del piede. Il pollice è molto lungo e munito di un potente artiglio uncinato. La coda è relativamente lunga, mentre l'uropatagio è ridotto ad una sottile membrana lungo la parte interna degli arti inferiori, i quali sono lunghi. Il numero cromosomico è 2n=34.

## Biologia

### Comportamento
Forma colonie di alcune migliaia, se non addirittura di milioni di individui sopra grandi alberi esposti alla luce del sole e talvolta si rifugia tra le rocce di scarpate. Il volo è lento, regolare e con una velocità media di 4,5 m/s. Ha caratteristiche fortemente migratorie all'interno del suo areale, disperdendosi in numerosi piccoli gruppi. Diviene attivo al tramonto, quando gruppi si alzano in volo fino a 100-200 metri di quota e percorrono fino a 59 km per cercare nutrimento.

### Alimentazione
Si nutre di frutti di Anacardium occidentale, mango, varie specie di Pseudospondias, Spondias mombin, specie di Annona, Carica papaya, Musanga cecropioides, Parinari excelsa, specie di Terminalia e Codia; Bridelia ferruginum, Sapium ellipticum, Persea americana, specie di  Anthocleista, Azadirachta indica, Antiaris africana, specie di Artocarpus e di Ficus; Morina lucinda, varie specie di Musa, Pycnathus angolensis, Guava, specie di Syzygium, Borassus aethiopum, specie di Elaeis, Phoenix dactylifera, Phoenix dactylifera, Adenia cissampeloides, varie specie di Passiflora, Maesopsis e Rhaphiolepis; Vitellaria paradoxum, Solanum anomalum, Varie specie di Cola, Celtis e Vitex; foglie di specie di Albizia e di Erythrina; Chlorophora excelsa, Theobroma cacao e fiori di Kigelia aethiopica,  Kigelia pinnata, Adansonia digitata, Bombax buonopozense, Kapok, Ochroma pyramidale, Ipomoea albivenia, Parkia clappertoniana, Parkia filicoidea, Parkia roxburghii e varie specie di Eucalyptus.

### Riproduzione
Gli accoppiamenti avvengono tra aprile e luglio con l'inizio della stagione delle piogge e dopo un ritardo nell'impianto embrionale di 3-5 mesi, le nascite avvengono tra febbraio ed aprile, nuovamente durante la stagione piovosa più lunga. Vengono svezzati dopo circa un mese. L'aspettativa di vita è fino a 21 anni e 10 mesi.

## Distribuzione e habitat
Questa specie è diffusa nell'Africa subsahariana e nella Penisola Arabica.
Vive in diversi tipi di habitat fino a 2.000 metri di altitudine. È comune nelle foreste tropicali umide e secche, nelle foreste costiere fluviali, Mangrovie, Savane alberate e secche. Si trova spesso anche nei parchi delle città.

## Tassonomia
Sono state riconosciute 3 sottospecie:
- E.h. helvum:Senegal e Gambia occidentali; Guinea-Bissau, Guinea, Liberia, Sierra Leone, Costa d'Avorio, Mali e Niger meridionali; Ghana, Togo, Benin, Nigeria, Camerun, Bioko, Rio Muni, Gabon, Congo, Repubblica Democratica del Congo, Ciad e Repubblica Centrafricana meridionali; Sudan meridionale, Sudan del Sud, Etiopia centrale, Uganda, Ruanda, Burundi, Tanzania, Kenya sud-occidentale, Zanzibar, Isole di Pemba e Mafia; Malawi, Angola settentrionale e centrale, Zambia, Zimbabwe, Mozambico occidentale e meridionale, Swaziland, Lesotho, Sudafrica orientale e settentrionale;
- E.h. annobonensis (Juste, Ibañez & Machordom, 2000): Isola di Annobón, nel Golfo di Guinea;
- E.h. sabaeum (Andersen, 1907):Arabia Saudita sud-occidentale e Yemen occidentale.

## Conservazione
La IUCN Red List, considerato che la popolazione è in declino di oltre il 30% negli ultimi 15 anni a causa della caccia e del suo utilizzo nella medicina tradizionale, classifica E.helvum come specie prossima alla minaccia di estinzione (Near Threatened).